# Sulpicio e Serviziano
Sulpicio e Serviziano, noti anche come Sulpizio e Serviliano, sono due martiri cristiani di Roma, venerati come santi dalla Chiesa cattolica.

## Agiografia e culto
Le poche informazioni su questi due santi sono contenute negli Atti dei santi Nereo e Achilleo. Dopo la morte dei santi Nereo e Achilleo, Sulpicio e Serviziano si convertirono alla fede cristiana grazie a Flavia Domitilla, furono decapitati per ordine dell'imperatore Traiano (98-117) e vennero sepolti al secondo miglio della via Latina.
Negli itinerari medievali per i pellegrini che venivano a Roma, come luogo di sepoltura dei due santi era indicata la catacomba dei Santi Gordiano ed Epimaco, dove esisteva una basilica in loro onore, che fu restaurata da papa Adriano I (772-795).
La menzione dei santi Sulpicio e Serviziano fu inserita da Floro di Lione nel suo martirologio, che scelse arbitrariamente la data del 20 aprile come giorno di commemorazione. L'elogio redatto da Floro, preso dagli atti dei Santi Nereo e Achilleo, passò poi nel Martirologio Romano di Cesare Baronio, che ricordava i due martiri con i nomi di Sulpizio e Serviliano, modificati in Sulpicio e Serviziano nella revisione del martirologio dopo il Concilio Vaticano II:
(Martirologio Romano. Riformato a norma dei decreti del Concilio ecumenico Vaticano II e promulgato da papa Giovanni Paolo II, Città del Vaticano, 2004, p. 340)